# سارا دل ري
سارا دل ري (بالإنجليزية: Sara Del Rey)‏ هي مصارع محترف أمريكية، ولدت في 13 نوفمبر 1980 في مارتينز في الولايات المتحدة.

## وصلات خارجية
- سارا دل ري على موقع CageMatch worker (الإنجليزية)
- سارا دل ري على موقع قاعدة بيانات المصارعة على الإنترنت (الإنجليزية)
- سارا دل ري على موقع عالم المصارعة على الإنترنت (الإنجليزية)
- سارا دل ري على موقع عالم المصارعة على الإنترنت (الإنجليزية)
- سارا دل ري على موقع IMDb (الإنجليزية)
- سارا دل ري على موقع قاعدة بيانات الفيلم (الإنجليزية)